# Crucible (jeu vidéo)
Pour les articles homonymes, voir Crucible.
Crucible est un jeu vidéo free-to-play Hero shooter à la troisième personne développé par Relentless Studios et édité par Amazon Game Studios, sorti le 20 mai 2020 sur Windows.
Le jeu a été abandonné le 9 novembre 2020 à cause de son manque de succès.

## Système de jeu
Crucible était un tir à la troisième personne compétitif en équipe, dans lequel le joueur peut incarner différents personnages appelés chasseurs disposant de caractéristiques propres.

## Développement
Crucible est développé à partir de 2014 par le studio d'Amazon Game Studios situé à Seattle, Relentless Studios. Annoncé à la TwitchCon en septembre 2016, le jeu sort après plusieurs reports le 20 mai 2020. Il est développé avec le moteur de jeu Amazon Lumberyard.
Le 9 octobre 2020, le studio annonce l'abandon du développement de Crucible et la fermeture de ses serveurs prévue le 9 novembre 2020, le jeu ne rencontrant pas le succès attendu. Les microtransactions sont intégralement remboursées et l'équipe de développement est transférée sur le futur MMORPG d'Amazon Game Studios, New World.

## Réception
Crucible reçoit à sa sortie des critiques mitigées, l'agrégateur de notes Metacritic lui donnant la note de 56/100.